# Акватична теорія

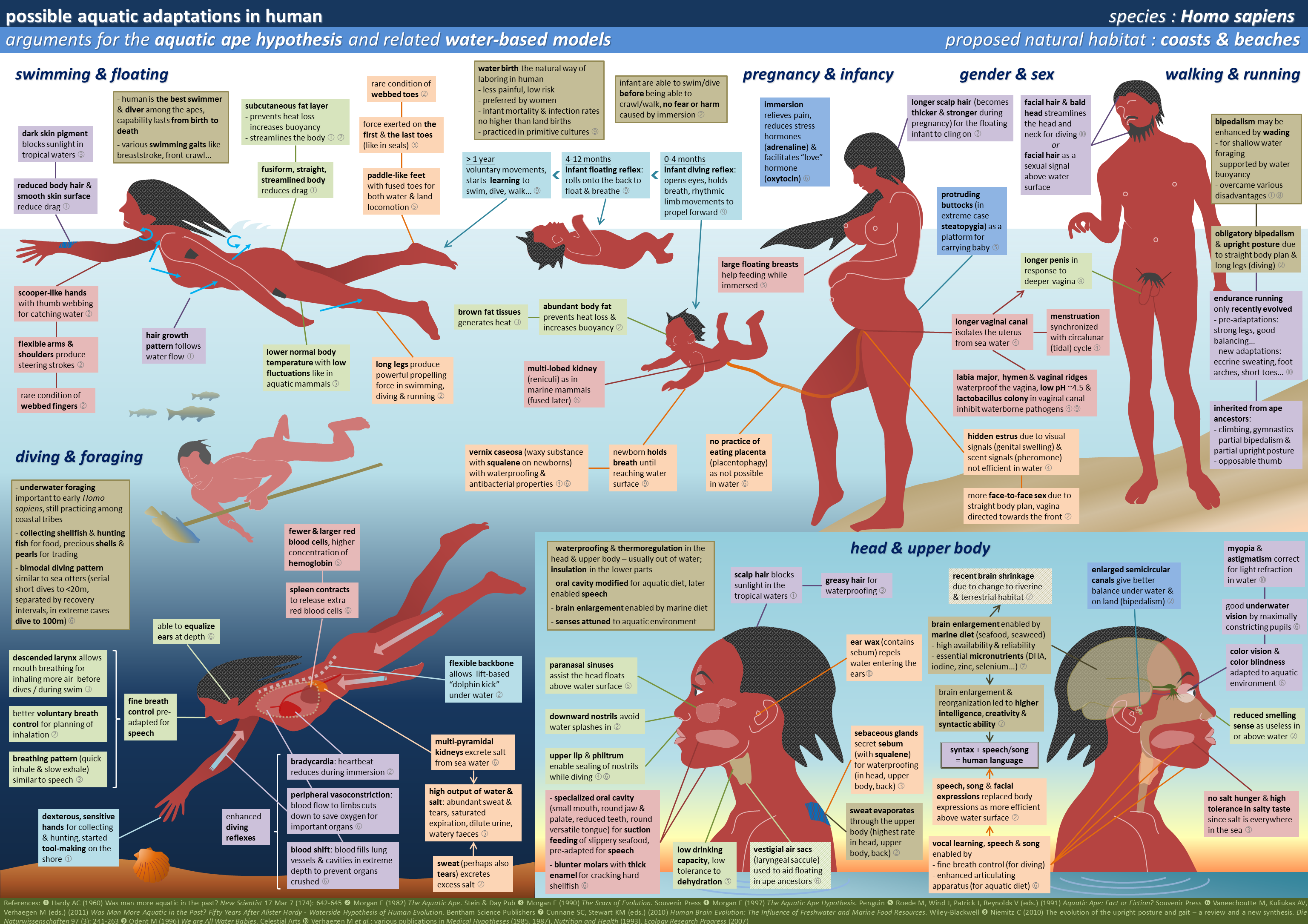
Інфографіка акватичної теорії

Акватична теорія (Aquatic Ape Theory (AAT)) — альтернативна теорія походження людини, котра на відміну загальноприйнятої теорії, що базується на саванному домінуючому факторі, що примусив людиноподібних мавп перейти до біпедалізму, як домінуючий фактор використовує воду (прибережний шельф океану та річки з озерами). Вперше була запропонована морським біологом Алістером Гарді (Alister Hardy) в 1929 році (опублікована тільки в 1960 році через те, що Гарді боявся зіпсувати свою кар'єру) та незалежно німецьким біологом Максом Вестенгоффером в 1942 році. 
Прихильники акватичної теорії вважають, що в сучасній традиційній теорії походження людини виділяються три основні еволюційні стрибки (або фази), які недостатньо обґрунтовані (не виявлені рушійні сили) в рамках саванної теорії:
1. стрибок від людиноподібних мавп, що живуть на деревах (тому задні лапи нагадують передні з довгими пальцями), до людиноподібних антропів (сім'я австралопітеків), що пересуваються по землі на ногах (т.з. біпедалізм).
2. стрибок від прямоходячого гомініда до антропа з анатомією близькою до сучасної людини, правда з малим об'ємом мозку (стадія гомо-еректус).
3. стрибок від гомо-еректус до сучасної людини з великим мозком (гомо-сапієнс).

Всі ці еволюційні стрибки нібито знаходять природне пояснення в рамках «акватичної теорії». Ось її основні пункти:

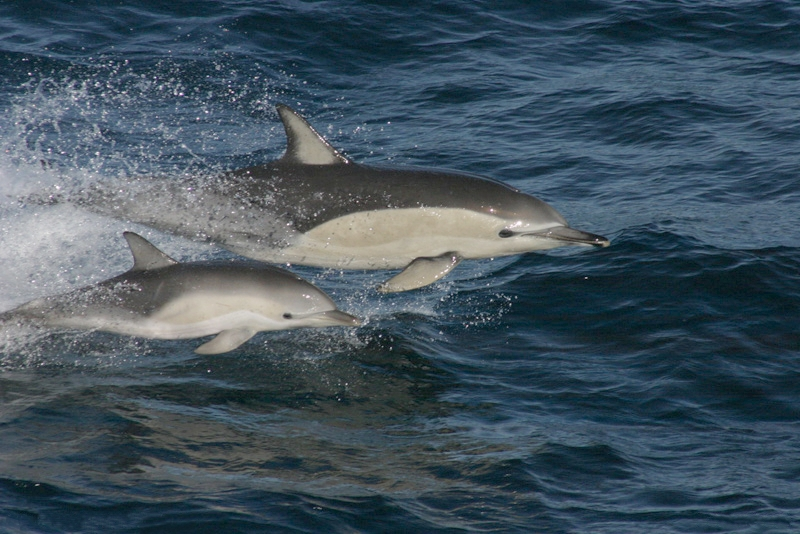
Дельфін — типовий морський ссавець.

## Втрата волосяного покрову
Навіть ті залишки волосся, що лишилися на тілі сучасних людей, мають такий напрям свого росту, який створює мінімальний опір при плаванні у воді. 
Втрата волосяного покрову в савані не має ніякого сенсу, тоді як у більшості водяних ссавців волосся або втрачене повністю, або лишилася тілько коротка вовна, оскільки довге волосся у воді збільшує опір при швидкому плаванні.

## Підшкірний жир
Товстий шар підшкірного жиру характерний тільки для морських ссавців, що дозволяє їм виживати у холодних морських водах (навіть за полярним колом). Сучасна людина знаходячись у воді, температура якої нижча за температуру тіла, також зазнає переохолодження. Тому підшкірний жир дозволяє людині знаходитися у воді значно довше, ніж при його відсутності.

## Біпедалізм

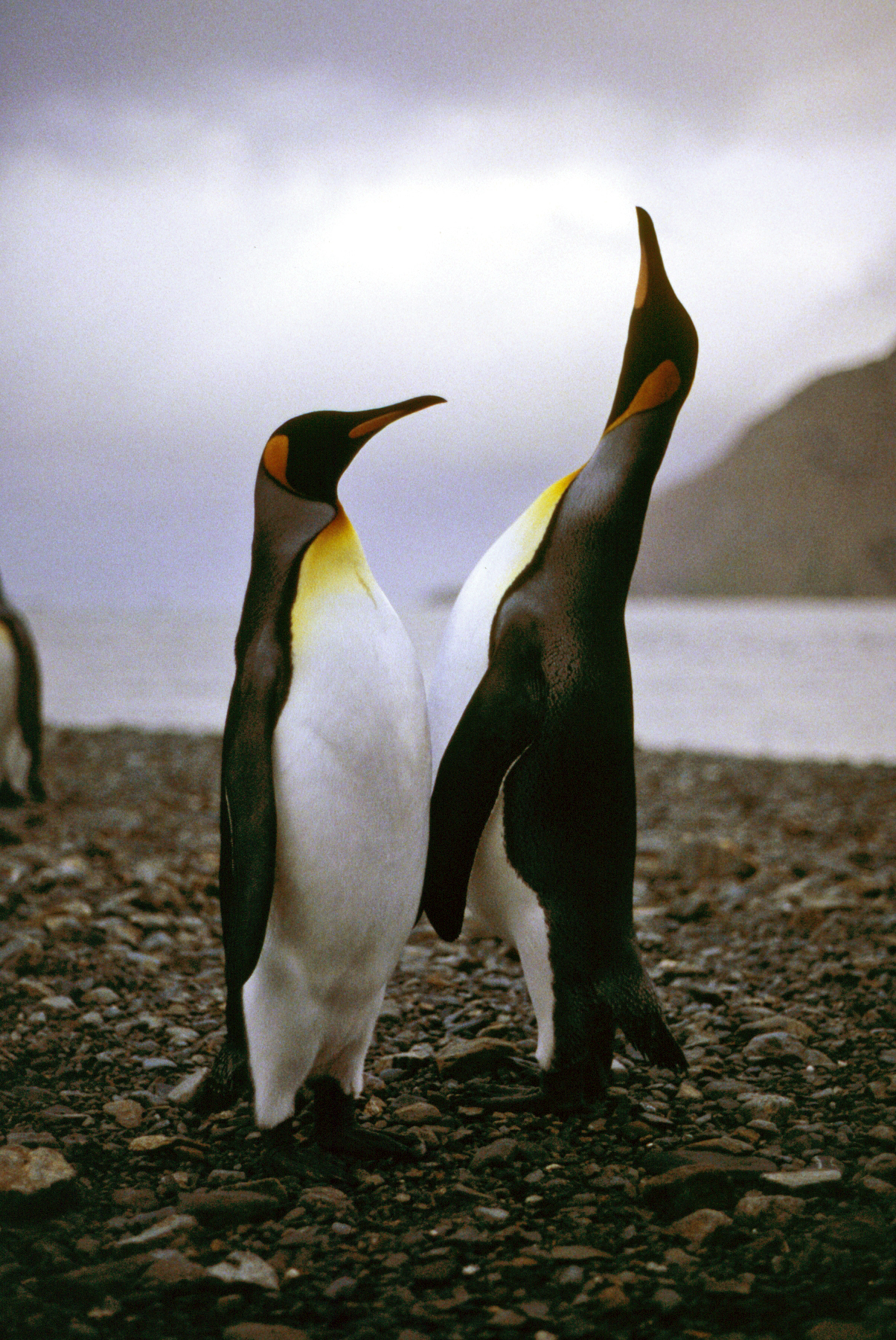
Прямостоячі пінгвіни

Біпедалізм не має переваг в савані, оскільки рух на чотирьох лапах є доцільніший (більша швидкість, доцільніша енергетика). У воді біпедалізм виникає цілком природно, чисто рефлекторно — у зв'язку з необхідністю дихання. Тобто на двох ногах можна значно далі відійти від берега а також швидше плавати. Також відомо, що із птахів тільки пінгвіни адаптувалися повністю для життя у воді, і вони також стоять вертикально і на поверхні, і на мілкій воді.

## Виділення поту
Шкіра сучасних людей характеризується високою густиною потових залоз, значно вищою ніж в інших приматів. Ці залози виробляють два типи поту: апокриновий (apocrine) та еккриновий (eccrine) піт. Апокринові залози активуються при емоціональному збудженні, а еккринові залози — при підвищенні температури. При перебуванні на поверхні, піт сприяє охолодженню тіла людини при високих температурах. У випадку виходу з морської води, виділення поту сприяє очищенню шкіри від морської води (зменшення солоності).

## Специфіка дихання та пиття
Сучасні люди можуть довільно контролювати процеси дихання (при зберіганні т.з. «дихального рефлексу») подібно до морських ссавців та птахів. Всі тварини, що живуть на поверхні землі можуть одночасно пити воду та дихати. І тільки людина цього робити не може, оскільки вода попадає в легені, і людина починає захлинатися.

## Інші особливості людини

### Виділення сліз
Якщо у воді відкривати очі (без захисних окулярів), то при випірнанні сльози допомагають очистити очні яблука від солі.

### Можливість пірнання

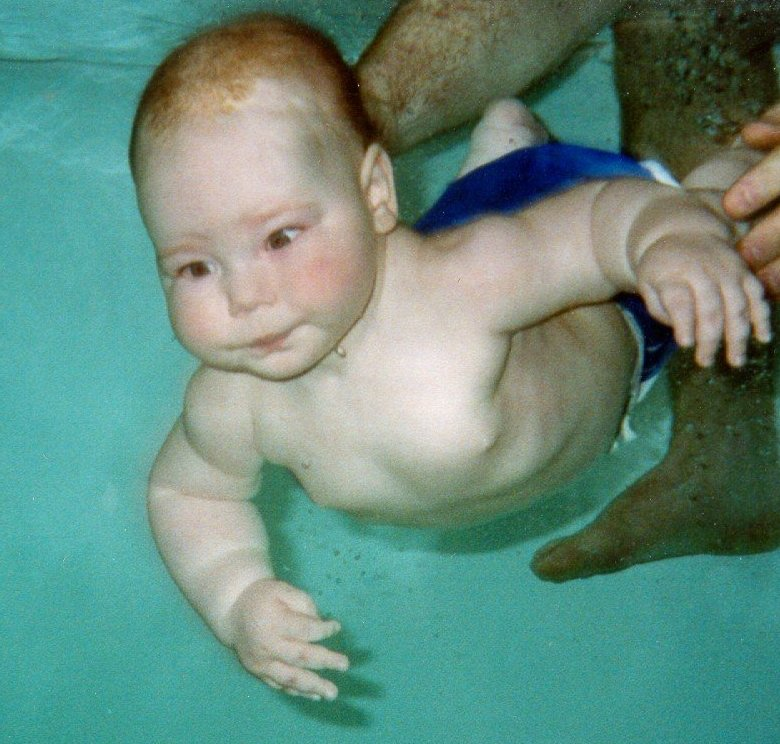
Пірнальний рефлекс у новонародженого

Сучасні люди можуть пірнати за рахунок довільного контролю процесу дихання. 
Більше того, люди мають т.з. «рефлекс закриття» дихальних шляхів при зануренні у воду (цей рефлекс автоматично спрацьовує коли вода доходить до обличчя). Проте пірнати можуть і собаки.

### Специфіка живлення (проблема ларінкса)
Тільки у людей в горлі ларінксова кістка опущена, що дає їм потенцію для «голосового мовлення» (дуже великий діапазон звукових частот, та можливість його регуляції).

### Специфіка статевих органів (специфіка родів самок антропів)
Будь-яка сучасна жінка без попередньої підготовки може народити дитину у воді. Більше того, роди у воді є легші у фізіологічному відношенні. Ще більше, новонароджене дитя цілком пристосовано до виживання під водою (при необхідності дихання воно випірнає).

## Критика
1. ↑  дуже сумнівне твердження
2. ↑  саме втрата волосся призвела до розвитку унікальної кількості потових залоз і відповідно надзвичайно хорошої терморегуляції, люди одні з дуже небагатьох істот, для яких нормою є активний рух в жаркий полудень
3. ↑  помилкове твердження в хибності якого можна легко переконатися згадавши національний продукт
4. ↑  для жодного виду численних морських савців біпедалізм не характерний
5. ↑  слід зауважити, що для птахів з їх крилами біпедалізм є однією з найхарактерніших ознак незалежно від водного чи не водного способу життя
6. ↑  терморегуляційна «саванна» функція поту очевидна своєю корисністю, в той час як знесолююча «морська» виглядає вкрай надуманою та неважливою
7. ↑  сльозовиділення починається й внаслідок потрапляння пилу, вій, соломинок та інших предметів, тому стверджувати, що це реакція саме на сіль нема підстав